# Paramonecphora homochroma
Paramonecphora homochroma is een halfvleugelig insect uit de familie schuimcicaden (Cercopidae). De wetenschappelijke naam van deze soort is voor het eerst geldig gepubliceerd in 1894 door Karsch.